# Parastenocaris ahaggarica
Parastenocaris ahaggarica is een eenoogkreeftjessoort uit de familie van de Parastenocarididae. De wetenschappelijke naam van de soort is voor het eerst geldig gepubliceerd in 1978 door Bozic.